# Angulonotus
Angulonotus is een geslacht van wantsen uit de familie van de Miridae (Blindwantsen). Het geslacht werd voor het eerst wetenschappelijk beschreven door Knyshov & Konstantinov in 2011.

## Soorten
Het genus is monotypisch en bevat alleen de volgende soort:

- Angulonotus grisescens Knyshow & Konstantinov, 2012